# Magical Canan
Magical Canan ( まじかるカナン ) es un anime, OVA y juego, de género Mahō shōjo, su adaptación a videojuego así como las ovas son sexualmente explícitas. Los OVAs están licenciados y disponibles en DVD; mientras que el juego y el anime son sin licencia.
Magical Kanan (con K) son hentai y Magical Canan (con C) es anime para televisión enfocado a una audiencia infantil.

## Trama
Comienza con el hurto de cinco semillas de una bóveda en el mundo de Evergreen los cuales fueron rastreados hasta la Tierra. Estas semillas poseen un poder capaz de transformar a un humano en la forma de sus deseos más profundos cuando éste llega a entrar dentro del cuerpo, convirtiéndolos así en monstruos. Natsuki, un agente de la Reina Tsuyuha, es enviado a la Tierra para buscar a un Guerrero Mágico. Él se encuentra con Hiiragi Chihaya, una chica de secundaria, a quien con su intuición dedujo la fuerte presencia de una Guerrera Mágica en su interior, así que la transforma en Guerrera Mágica Carmine. Surgen luego las complicaciones con la llegada de Guerrera Mágica Cerulean Blue y una chica de intercambio muy misteriosa llamada Emi Kojima.

## Personajes
Chihaya Hiiragi (柊ちはや Hiiragi Chihaya?)
Seiyū: Ryou Hirohashi
Es una estudiante de secundaria que trabaja en Angel Kiss, un restaurante dirigido por su madre (adoptiva). Con la ayuda de Natsuki, se puede transformar en Guerrera Mágica Carmine (カー マイン). La transformación convierte a Chihaya en una muchacha más madura físicamente dándole así un aspecto maduro, a la vez recibe poderes mágicos con los cuales puede luchar contra el mal, mientras esté en esa forma.
Natsuki (なつき Natsuki?)
Seiyū: Hisayoshi Suganuma
En su primera aparición tenía una apariencia muy similar a un animal, un conejo, un mapache, un animal raro y desconocido, que por su mala suerte fue encontrado por la enfermera de la escuela quien al capturarlo se propuso a diseccionarlo, pero justo llega Chihaya para poder ayudarlo y llevarlo a su casa diciendo que era una mascota suya. Luego surgieron los problemas ya que se tenía prohibido tener mascotas en el restaurante. Natsuki luego se revela con un cuerpo humano frente a Chihaya diciéndole que es habitante de un mundo mágico llamado Evergreen y que aparece con forma de animal gracias a la carencia de energía mágica.
Sayaka Mizushiro (水城 さやか Mizushiro Sayaka?)
Seiyū: Nana Mizuki
Es una niña muy rica, la cual es íntima amiga de Chihaya. Se puede transformar en Guerrera Mágica Cerulean Blue (con la ayuda de su compañero Hazuna) y toma la forma de su yo ideal (ser más explícito). Ella tiene un fuerte vínculo con Hazuna, así que es muy poderosa, como una guerrera mágica, sin embargo, consume gran parte de su fuerza física, por lo que es débil en su forma normal.
Hazuna (ハヅナ Hazuna?)
Seiyū: Takahiro Mizushima
Es un agente de la Reina Tsuyuha. Al igual que Natsuki, tiene la capacidad de transformar a Sayaka en una guerrera mágica. Su forma animal es similar a un hurón morado. Vive como tutor privado de Sayaka.
Emi Kojima (小島 えみ Kojima Emi?)
Seiyū: Ui Miyazaki
Una mujer de cabello morado originaria de Evergreen que es transferida a la escuela Chihaya bajo el nombre de Emi Kojima. Su verdadero nombre es Septem. Ella está enamorada de Bergamoto, pero solo es atraído por ella debido a su semejanza con su mujer, Emi Hiiragi. Ella trabaja con Bergamoto para ayudar a proteger Chihaya de Hinojo y Caléndula. 

En los Ova en un diálogo menciona ser la verdadera madre de Chihaya; mientras tanto esto no es así en Canan, al tener la misma edad.
Bergamoto (ベルガモット Berugamotto?)
Seiyū: Hideyuki Tanaka
Es el padre de Chihaya. Hinojo lo convenció a robar las semillas de su bóveda. Sin embargo, se halla convertido en un fugitivo por fugarse con Hiiragi, humano de Emi, que se convirtió en madre de Chihaya. Finalmente llega a la Tierra con Septem con la intención de proteger a Chihaya de Hinojo. Mientras que en la Tierra, se encuentra como un maestro en la escuela Chihaya bajo el nombre Jounouchi.
Hinojo (フェンネル Fenneru?)
Seiyū: Hirotaka Suzuoki
El principal antagonista de la serie. Él es el que está detrás de las semillas que llegan a la Tierra. Trata de aprovechar el poder de Chihaya / Carmine en su punto máximo, utilizándolo para destruir el mundo y "purificarla" con ella. En la Tierra se presenta como el presidente de la escuela de Chihaya.
Caléndula (カレンデュラ Karendura?)
Seiyū: Chiaki Takahashi
Es la subalterna de Hinojo. Ella es la responsable de infectar a los seres humanos individuales con las semillas. Cerca del final de la serie, es infectada con el primero, luego dos semillas terminan destruyéndola.

## Episodios
- Anexo:Episodios de Magical Canan

### OVAs
La siguiente es la lista de episodios de las OVAs clasificadas como Hentai al ser sexualmente explícitas:

#### Magical Kanan
- Capítulo 1: ¡Gerrera Mágica Carmine!
- Capítulo 2: ¡Ángel Kiss en Peligro!
- Capítulo 3: ¡Carmine vs Cerulean Blue!
- Capítulo 4: ¡Con amor para Carmine!

#### Magical Kanan Summer Camp
- Capítulo 1: Campamento de verano (parte I)
- Capítulo 2: Campamento de verano (parte II)

## Música
- Tema de Apertura "Chodai Mágico" por Ui Miyazaki.
- Tema de Cierre "Koi Gokoro" por Ai Tokunaga.

## Curiosidades
- Chihaya y Nanoha de Mahō Shōjo Lyrical Nanoha comparten varias similitudes:
  - Ambas tienen el cabello del mismo color que el de su madre.
  - Ambas conocieron a su compañero cuando éstos tenían forma de animal.